# Pasteurella multocida
Pasteurella multocida (nach Louis Pasteur und von lat. multus und caedo = viel tötend) ist ein in der Gram-Färbung negatives, fakultativ anaerobes und unbewegliches Bakterium aus der Familie der Pasteurellaceae. Es handelt sich um ein 0,3 bis 1,25 µm langes Kurzstäbchen, das vor allem in der oralen Flora von Hunden und Katzen vorkommt.
Pasteurella multocida bildet Indol und Schwefelwasserstoff, spaltet keine Lactose und verursacht in der Regel keine Hämolyse. Nach den in der Kapsel vorkommenden Proteinen werden verschiedene Untertypen unterschieden. Der aus Organabstrichen und frischen Kulturen nachgewiesene Erreger zeigt bei Färbung mit Methylenblau eine typische Anfärbung der Pole. P. multocida bildet das Pasteurella-multocida-Toxin.

## Erkrankungen
Pasteurella multocida ist für eine Reihe von Erkrankungen bei Säugetieren und Vögeln verantwortlich, die zusammen mit denen durch Mannheimia haemolytica (ehemals Pasteurella haemolytica) verursachten Infektionen als Pasteurellose bezeichnet werden. Dabei verlaufen Krankheiten häufig akut als Septikämie, aber auch als Infektion der Atemwege oder des Magen-Darm-Trakts. Auch als Sekundärerreger bei Viruserkrankungen des Atmungsapparates spielt der Erreger eine große Rolle. Obwohl unspezifische Erkrankungen beim Menschen vorkommen (Zoonose), ist die Virulenz des Erregers für den Menschen nur gering. Infektionen des Menschen (Wundinfektionen, Sepsis, Meningitis, selten Pneumonie und Pleuraempyem) werden hauptsächlich durch Katzenbisse bzw. -kratzer, seltener andere Tierbisse, verursacht. Sie zwingen, aufgrund des bisweilen raschen Fortschreitens, zu einem raschen Therapieregime mit Aminopenicillinen (z. B. Amoxicillin, auch in Kombination mit einem Beta-Lactamasehemmer wie zum Beispiel Clavulansäure) oder einem Cephalosporin wie Ceftriaxon oder Cefotaxim. Auch Moxifloxacin, Doxycyclin und Ampicillin kommen in Betracht.
Spezifische durch Pasteurella multocida verursachte Erkrankungen sind:
- Wild- und Rinderseuche (synonym: Hämorrhagische Septikämie des Rindes, Pasteurellose des Rindes), akute Pasteurellose des Kalbes
- Pasteurellose der Equiden
- Pasteurellose des Schweines (synonym: Hämorrhagische Septikämie des Schweines, Schweineseuche, Schweineseptikämie)
- Pasteurellose des Schafes (synonym: Enzootische Pneumonie des Schafes, Hämorrhagische Septikämie des Schafes, Schafrotz)
- Pasteurellose der Ziege
- Kaninchenpasteurellose (synonym: Hämorrhagische Septikämie des Kaninchens), Ansteckender Kaninchenschnupfen
- Pasteurellose des Meerschweinchens
- Geflügelcholera („Läppchenkrankheit“)
- Rhinitis atrophicans („Schnüffelkrankheit“)
- Möglicherweise ist der Erreger verantwortlich für Massensterben von Saiga-Antilopen in Kasachstan.[3]

Als Sekundärerreger spielt Pasteurella multocida eine Rolle bei der
- Brustseuche des Pferdes
- Enzootische Pneumonie der Schweine und Kälber

Das Elefantensterben 2020 in Simbabwe wurde durch Pasteurella multocida Typ B hervorgerufen („Hämorrhagischen Septikämie, auch Pasteurellose“), während für das etwa zeitgleiche Elefantensterben in Okavango-Delta, Botswana vorerst Cyanobakterien (veraltet: Blaualgen) die Ursache waren. 2023 zeigte aber eine Studie, dass auch in Botswana Pasteurella multocida die Ursache des Massensterben gewesen sei.